# Famille de May
La famille de May est une famille subsistante de la noblesse française originaire du Bourbonnais, maintenue de noblesse d'extraction en 1663.

## Histoire
La famille de May, originaire du Bourbonnais, est une famille de noblesse d'extraction  maintenue noble le 26 septembre 1663, 4 mars 1665 et 10 décembre 1667.
Jean Baptiste Pierre Jullien de Courcelles  écrit « Antoine de May, écuyer, seigneur de Salvert, près Montluçon, vivant en 1508, est l'auteur de cette famille, dont l'ancienneté remonte néanmoins à l'an 1431 ». Il donne une filiation de cette famille remontant à Philibert de May, écuyer, marié par contrat du 20 juillet 1431 à Bonne de l'Aubespin.
Régis Valette, dans Catalogue de la noblesse française (2007), indique une filiation noble prouvée remontant à 1536.

## Personnalités
- Jean de May, écuyer, seigneur de la Lande-Chevrier, archer des ordonnances du roi dans la compagnie du comte de Saint-Pol en 1569[4].
- Blaise de May, écuyer, seigneur de La Vedellerie, homme d'arme de la compagnie du maréchal de Cadenet, puis pourvu en 1616 de la charge de l'un des cent gentilshommes de la maison du roi[4].
- Gaspard de May seigneur de Termont, chevalier de Saint-Louis lieutenant-colonel du régiment de la Marche[4].
- Charles-Gilbert de May de Termont (1712-1775), abbé commendataire de l'Abbaye de La Sauve-Majeure, évêque de Blois en 1753[4].
- Hugues-Dominique de May de Termont (né en 1755), page de la chambre du roi, capitaine au régiment de la Reine, dragons, émigré en 1792, colonel de cavalerie[4].
- Bertrand de May de Termont, aide de camp du maréchal de Lattre de Tassigny.

## Armes
| Image | Blasonnement                                                                                             |
| ----- | --- |
|       | Famille de May : D'azur à la fasce d'or accompagnée de trois roses d'argent.. - Support : Deux licornes. |

## Alliances
Les principales alliances de la famille sont : de L'Aubespin (1431), des Ages (1469), de Soulebost (1520), de Grandrie (1559), de Chaussecourte (1574), de La Maisoneuve (1594), Sénetaire de Dreüille (1688 et 1781), de La Roche-Aymon (1710), de La Laurencie (1772), Le Preste (1750), Le Provost de Launay, de Bertrand de Beaumont (1804), Poirier de Clisson (1847).